# مارغريت هارفي
مارغريت هارفي (بالإنجليزية: Margaret Harvey)‏ (1768، نيوكاسل أبون تاين في المملكة المتحدة - 18 يونيو 1858 في المملكة المتحدة)؛ كاتِبة وشاعرة بريطانية.